# Anourag
Albums de Anoushka Shankar
Anoushka
(1998) Live at Carnegie Hall
(2001)
Anourag est le deuxième album de la sitariste indienne d'Anoushka Shankar, sorti le 15 août 2000.

## Liste des titres
| No | Titre                  | Auteur       | Durée |
| -- | ---------------------- | ------------ | ----- |
| 1. | Shuddha Sarang         | Ravi Shankar | 12:38 |
| 2. | Puriya Dhanashri       | Ravi Shankar | 11:23 |
| 3. | Hamsadhwani Tabla Duet | Ravi Shankar | 3:54  |
| 4. | Yaman Kalyan           | Ravi Shankar | 7:46  |
| 5. | Swarna Jayanti         | Ravi Shankar | 5:53  |
| 6. | Pancham Se Gara        | Ravi Shankar | 11:48 |

## Crédits album

### Crédits
- Anoushka Shankar - sitar, voix principale
- Ravi Shankar - sitar
- Tanmoy Bose - tabla
- Bikram Ghosh - mridangam, tabla
- Anthony Karasek - tamboura
- Barry Phillips - tamboura
- Sukanya Shankar -  tamboura